# 岡本一宣
岡本 一宣（おかもと いっせん、1951年 - ）は日本のアートディレクター、グラフィックデザイナー、出版プロデューサーである。エディトリアル・デザインを中心として、一般誌、PR誌、写真集から書籍などのアートディレクション及びデザインを行っている。長崎県長崎市出身。

## 人物概要
企業のCI、VIそれに伴うコンセプト作り、企業のロゴマーク開発、会社案内などビジュアル制作や広告制作なども手掛けている。「美は存在の力」を念頭に、現在進行形型のデザインファクトリーにて活動。進化するさまざまな文化を伝達する道具としての「日本グラフィック・デザイン技術」を日々開発、完成を目指している。

## 略歴
- 1951年 長崎県長崎市に生まれる[2]
- 1970年 長崎県立長崎西高等学校卒業[2]
- 1974年 武蔵野美術大学造形学部商業デザイン学科卒業[1]
- 1979年 岡本一宣デザイン事務所を設立する
- 1992年 岡本一宣ビジュアル・コミュニケーターズ・オフィス設立
- 2010年 一般社団法人ナガサキベイデザインセンターを長崎のメンバーと共に設立

## 経歴
1979年
- 4月 岡本一宣デザイン事務所設立
- 京王技研工業「KORG」広告、カタログなど トータルアートディレクション及びデザイン

1980年
- 4月 有限会社とする
- ダイヤモンド社「BOX」創刊 アートディレクション、デザイン

1983年
- ゴルフダイジェスト社 隔月刊「チョイス」創刊 アートディレクション、デザイン
- 「ジ・アトミックカフェ」プロデュース、グラフィックデザイン

1984年
- サントリー株式会社 PR誌「Liquor Shop」アートディレクション、デザイン

1986年
- 南西航空 機内隔月刊誌「CORALWAY」リニューアル アートディレクション、デザイン

1987年
- 株式会社「キャッツ」 CI制作

1988年
- AMEXカード会員誌 月刊「IMPRESSION」創刊 アートディレクション、デザイン
- KDD PR誌 月刊「ON THE LINE」創刊 アートディレクション、デザイン
- JAGUAR JAPAN PR誌 季刊「JAGUAR」創刊 アートディレクション、デザイン
- 西武百貨店 進物用品シリーズ「ごっつお便」アートディレクション、デザイン
- 「NO NUKES!」（NO NUCLEAR POWERS）ポスター等制作

1989年
- JR東海 PR誌「ひととき」創刊 アートディレクション、デザイン
- ダイヤモンド社「TV Station」表紙アートディレクション、デザイン（継続中）
- 自主制作映画「わたしはあなたを忘れません−東京映画」制作
- ゴルフダイジェスト社 「週間ゴルフダイジェスト」 ロゴマーク、アートディレクション、デザイン

1990年
- 自主イラスト集「103人の日本の旗」発行・原画展開催
- TBSブリタニカ「FIGARO japon」創刊、アートディレクション、デザイン
- シュウ ウエムラ内野 PR誌「Royal Aquas Club」創刊 アートディレクション、デザイン

1991年
- JSB 衛星放送テレビガイド「WOWOW」創刊 アートディレクション
- ぴあ株式会社 「WEEKLYぴあ」リニューアル アートディレクション、フォーマットデザイン、カバーデザイン
- 講談社 雑誌「FRaU」創刊 アートディレクション、デザイン
- マレーシア航空 機内誌「金の翼」アートディレクション、デザイン
- トーヨーサッシ PR誌「TOSTEM VIEW」アートディレクション、デザイン

1992年
- VISUAL COMMUNICATORS' OFFICE 株式会社岡本一宣企画室設立
- 小学館 岩合光昭写真集「カンガルー時間」アートディレクション、デザイン
- 福武書店 書籍「マドンナの真実」装丁

1993年
- NTT出版 写真集「山鹿八千代座」アートディレクション、デザイン
- 福武書店 書籍「ミックジャガーの真実」装丁
- アウトドア商品ブランド「SNOW PEAK」1994年度版 カタログ制作

1994年
- 文藝春秋社 スポーツグラフィックNumber「セナ」写真集 アートディレクション、デザイン
- 文化出版局 MOOK 板井典夫著「100枚のおいしいお皿」アートディレクション、デザイン
- 朝日新聞社 アエラMOOK「学問がわかるシリーズ」アートディレクション、デザイン
- 文藝春秋社 月刊誌「ノーサイド」リニューアル アートディレクション、デザイン
- 東芝EMI CD-ROMたむらしげる「ファンタスマゴリア」パッケージ、キーヤード等デザイン

1995年
- 新潮社 月刊誌「SINRA」アートディレクション、デザイン
- ソニーマガジン 月刊誌「クラヴィッツ」アートディレクション、デザイン
- 同朋舎出版 月刊誌「花時間」アートディレクション、デザイン
- SMAP '95 Springコンサートパンフレット アートディレクション、デザイン（Jステーション・日本広明社）
- 講談社ヤングマガジン 野村誠一写真集「一色紗英写真集」アートディレクション、デザイン
- SMAP Winterコンサートパンフレット及び写真集「M'」アートディレクション、デザイン

1996年
- 株式会社キャッツ 会社案内、総合カタログ アートディレクション、デザイン
- NHK ドラマ「新銀河」ポスター制作
- 日本テレビ 番組情報誌「ディア」アートディレクション、デザイン
- SMAP'96 Summerコンサートパンフレット及び写真集「M'」グッズ類 アートディレクション、デザイン
- サンマーク出版 月刊誌「evah」アートディレクション、デザイン
- NEC Global Network Class「Gakkos」（インターネットホームページ）アートディレクション、デザイン
- 住友グループ PR誌「すみともマガジン」アートディレクション、デザイン
- ポニーキャニオン 工藤静香「ベストCD」ジャケットデザイン、販促用ポスター・SSボード制作
- ヴィクトリア スキー販促ツール用パンフレット アートディレクション、デザイン
- ルイ・ヴィトン クリスマス用DM アートディレクション、デザイン

1997年
- サントリー株式会社 サントリーカード会員向けPR誌「Spiritus」アートディレクション、デザイン
- リクルート 月刊誌「ザッピイ」アートディレクション、デザイン
- ポニーキャニオン 工藤静香「1997コンサートツアー『DRESS』」パンフレット アートディレクション、デザイン
- 新国立劇場 プレイビル「ステージノート」 アートディレクション、デザイン

1998年
- 美術出版社 季刊誌「Winrt」アートディレクション、デザイン

1999年
- フェリシモ「フェリシモ文学賞」書籍装丁、デザイン（継続中）
- 鬼ノ城ゴルフ倶楽部 会報誌「鬼ノ城」アートディレクション、企画、編集、デザイン
- NICOLE '99春夏ブランド広告「SEDUCTION」「MOSIEUR」アートディレクション、デザイン
- NTTアドバンステクノロジ PR誌「AT'S」（隔月刊）リニューアル アートディレクション、デザイン
- Mr. Children「'99コンサートツアー『DISCOVERY』」コンサートパンフレット、アートブック及びグッズ アートディレクション、デザイン
- GLENOAKSゴルフクラブ 会報誌「GLENOAKS」アートディレクション、企画、編集、デザイン
- サントリー株式会社 山梨ワイナリー「ぶどうの本」アートディレクション、デザイン
- 講談社 お料理MOOK 鳩山幸著「鳩山レストラン」アートディレクション、デザイン
- 朝日新聞フォーラム事務局 シンポジウム「バイオ世紀の生命観」パンフレット アートディレクション、デザイン
- 扶桑社「Caz」リニューアル アートディレクション、デザイン

2000年
- arflex 2000年カタログ（3冊）アートディレクション、デザイン
- 山と渓谷社 「ヤマケイアルペンガイドシリーズ」カバーデザイン
- アルク出版 月刊誌「Seven Seas」リニューアル アートディレクション、デザイン
- アスクル株式会社 会社案内「ASKUL Corporate Profile」アートディレクション、企画、編集、デザイン
- アルク出版 MOOK「イブ・サンローラン the beginning of a legend 」アートディレクション、デザイン
- 講談社 お料理MOOK パンツェッタ・ジローラモ著「お米で新鮮イタリアン」アートディレクション、デザイン
- SSコミュニケーションズ 「マネープラス」ロゴマーク開発デザイン
- 東陶機器 PR誌「TOTO通信」アートディレクション、デザイン（継続中）

2001年
- STAR BAR GINZA ロゴマーク及びアプリケーションデザイン
- 講談社 「gli」アートディレクション、デザイン
- サントリー株式会社 PR誌「Quaterly」リニューアル アートディレクション、デザイン
- トヨタファイナンス カード会員誌「Harmony」創刊 アートディレクション、デザイン
- バング＆オルフセン PR誌「courage」アートディレクション、デザイン
- 講談社 お料理MOOK 井上絵美著「いい女がつくるパパッとかっこいい料理」アートディレクション、デザイン

2002年
- リクルート 「ケイコとマナブ」ロゴマーク、リニューアルデザイン
- 仕事集「岡本一宣の東京デザイン」制作 美術出版社より発行
- セキスイハイム 「ハイムBJ」「Style Book」カタログ アートディレクション、デザイン
- 東京都、商工会議所 共同プロジェクト「江戸東京開府400年」記念ロゴマーク開発デザイン

2003年
- FOXEY 「FOXEY MAGAZINE 2003 (No.2)」アートディレクション、デザイン
- 宍戸ヒルズ・静ヒルズ CI及びアプリケーションデザイン

2004年
- 日本航空機内誌 「Skyward」リニューアル アートディレクション、デザイン
- 森ビル株式会社 「Hills Life」リニューアル アートディレクション、デザイン （継続中）
- アスクル株式会社 「アスクル」本カタログ、「メディカル&ケア」カタログ アートディレクション、デザイン （継続中）

2005年
- 東京三菱銀行 会員誌創刊号「東京三菱」アートディレクション、デザイン
- 株式会社バルス 「Francfranc '05S/Sカタログ」アートディレクション、デザイン
- CG-ARTS協会 「第9回文化庁メディア芸術祭」イメージグラフィック全体 アートディレクション、デザイン
- ぴあ株式会社 「愛・地球博公式ガイドブック」アートディレクション、デザイン
- 高橋書店 MOOK「茶の湯入門」アートディレクション、デザイン
- 高橋書店 MOOK「和の器」アートディレクション、デザイン
- 高橋書店 「李家幽竹の恋愛風水」「李家幽竹の金運風水」装丁
- 講談社 お料理MOOK 落合務著「ラ・ベットラ パスタの基本」アートディレクション、デザイン
- アスクル株式会社 「アスクル メディカルプロカタログ」創刊 アートディレクション、デザイン
- プラスステーショナリー株式会社 修正テープ「ホワイパースライド」パッケージデザイン、カラーリング

2006年
- アスクル株式会社 「アスクル 家具カタログ」創刊 アートディレクション、デザイン
- プラスステーショナリー株式会社 ホッチキス「フラットかるヒット」パッケージデザイン、カラーリング
- 講談社 「週刊現代」リニューアル アートディレクション、デザイン
- 株式会社バルス 「BALS TOKYO」カタログ アートディレクション、デザイン
- 赤坂浅田 おせちリーフレット、店頭ポスターデザイン

2007年
- 世界文化社 「GRACE」創刊 アートディレクション、デザイン
- アスクル株式会社 「上海版アスクルカタログ」創刊 アートディレクション、デザイン
- プラス株式会社 会社案内 アートディレクション、デザイン
- 宣伝会議 書籍 加藤晴之著「働く編集者」装丁
- アスクル株式会社 「アスクル環境報告書」アートディレクション、デザイン
- ぴあ総合研究所 「ぴあ白書2007」アートディレクション、デザイン

2008年
- アクル株式会社 「アスクル 工場系MROカタログ」創刊 アートディレクション、デザイン
- 講談社 お料理MOOK 井上絵美著「パーティメニューに迷ったら・・・・」アートディレクション、デザイン
- パシフィック・レジデンス ロゴマーク及びコンセプトブック デザイン
- 角川マガジンズ 花時間別冊MOOK「Rose Book」デザイン
- 九州雲仙ホテル 「雲花」ショップ ロゴマーク等デザイン
- 株式会社バルス 「東京住宅」ロゴマーク、パンフレットデザイン
- 新国立劇場 バレエ演目「アラジン」ポスター、チラシ、プログラムデザイン
- 高島屋 Photo Book「Rose chan Book」アートディレクション、デザイン
- 美術出版社 Art Book「Kid's Voice」アートディレクション、デザイン

2009年
- 高島屋 2009年 年頭お正月新聞広告、ポスターのクリエイティブ
- 彰国社 書籍 中原洋著「体験的高齢者住宅建築作法」アートディレクション、デザイン
- 講談社 書籍 江原啓之著「ニッポンを視る」アートディレクション、デザイン
- 長崎国際観光コンベンション協会 「亀山社中」ロゴマークデザイン
- 長崎市 「長崎市亀山社中記念館」ホームページ アートディレクション、デザイン、編集

2010年
- 長崎・佐世保・雲仙 ゆめ市場 アンテナショップ「キトラス」アートディレクション、デザイン
- NHK 「語学テキスト」「語学CD」表紙及びパッケージ アートディレクション、デザイン
- ゴーゴル 「Go!Gol.」リニューアル アートディレクション、デザイン（継続中）
- 角川マガジンズ MOOK 節子・クロソフスカ・ド・ローラ著「めぐり合う花、四季。そして暮らし」アートディレクション、デザイン
- 長崎市 「長崎龍馬の道」総合プロデュース、アイテムデザイン
- 長崎市 「長崎龍馬の道 公式ガイドマップ」アートディレクション、企画、編集、デザイン
- 山と渓谷社 ヤマケイ文庫「山と自然の文庫シリーズ」カバーデザイン
- 講談社 マロン著「マロンの角打ち」アートディレクション、デザイン
- 伊勢丹 「伊勢丹おせちカタログ」アートディレクション、デザイン
- 高島屋 リーフレット クリスマスプレゼント「Home Sweet Home」アートディレクション、デザイン
- ナガサキベイデザインセンター著 「ナガサキ インサイトガイド」企画制作、講談社より発刊

2011年
- NHKエデュケーショナル 「EURO24」番組イントロムービー アートディレクション、デザイン
- NHK出版 語学テキスト「実戦!英語でしゃべらナイト」デザイン（継続中）
- 西川貴教 限定写真集「Destined」アートディレクション、デザイン

2017年
- V・ファーレン長崎ユニフォーム（ホーム、アウェイ、平和祈念）[3]

## 書籍
- 岡本一宣の東京デザイン(2002年7月16日、発行：美術出版社) ISBN 978-4-56-810342-7
- 岡本一宣のピュア・グラフィック(2008年3月26日、発行：美術出版社) ISBN 978-4-56-810365-6
- ナガサキインサイトガイド(2010年10月23日、発行：講談社) ISBN 978-4-06-216634-8